# Campionato europeo maschile under 17 di calcio 2004
Il campionato europeo di calcio Under-17 2004 è stato la quinta edizione del torneo, dopo la riforma della competizione originale Under-16, avvenuta nel 2001. Il torneo è stato vinto dalla Francia, che si è aggiudicata il trofeo per la prima volta nella sua storia, sconfiggendo in finale la Spagna per 2-1.

## Squadre partecipanti
- Austria
- Francia
- Inghilterra
- Irlanda del Nord
- Portogallo
- Spagna
- Turchia
- Ucraina

## Risultati

### Fase a gironi

#### Gruppo A
| squadra          | P.ti | G | V | N | P | GF | GS | DR |
| ---------------- | ---- | - | - | - | - | -- | -- | -- |
| Francia          | 9    | 3 | 3 | 0 | 0 | 6  | 1  | +5 |
| Spagna           | 6    | 3 | 2 | 0 | 1 | 5  | 2  | +3 |
| Turchia          | 3    | 3 | 1 | 0 | 2 | 6  | 5  | +1 |
| Irlanda del Nord | 0    | 3 | 0 | 0 | 3 | 3  | 12 | −9 |

| Arbitro: | van De Velde |

|            |           |  |
| Marcos 40’ | Marcatori |  |

| Arbitro: | Strahonja |

|                                       |           |  |
| Benzema 73’ Ben Harfa 76’ Songo'o 79’ | Marcatori |  |

| Arbitro: | Mikolajewski |

|                                |           |                                                 |
| Turner 42’ (rig.) O'Connor 82’ | Marcatori | 14’, 36’ Keleş 22’ Yılmaz 23’ Aksu 74’ Sabankay |

| Arbitro: | Zografos |

|                   |           |  |
| Suárez 18’ (aut.) | Marcatori |  |

| Arbitro: | Matějek |

|          |           |                         |
| Aksu 83’ | Marcatori | 42’ Ben Harfa 69’ Ménez |

| Arbitro: | Sowe |

|             |           |                                 |
| Doherty 49’ | Marcatori | 27’, 35’, 42’ Pedraza 66’ Capel |

#### Gruppo B
| squadra     | P.ti | G | V | N | P | GF | GS | DR |
| ----------- | ---- | - | - | - | - | -- | -- | -- |
| Inghilterra | 9    | 3 | 3 | 0 | 0 | 6  | 1  | +5 |
| Portogallo  | 4    | 3 | 1 | 1 | 1 | 5  | 3  | +2 |
| Austria     | 4    | 3 | 1 | 1 | 1 | 2  | 2  | 0  |
| Ucraina     | 0    | 3 | 0 | 0 | 3 | 1  | 8  | −7 |

| Arbitro: | Zografos |

|  |           |                    |
|  | Marcatori | 60’ Paul 79’ Doyle |

| Tours 4 maggio 2004, ore 20:00 CEST | Austria | 0 – 0 referto | Portogallo | Stade de la Vallée du Cher\| Arbitro: \| Sowe \| |
| Arbitro:                            | Sowe    |               |            |                                                  |

| Arbitro: | Strahonja |

|           |           |                        |
| Dorosh 5’ | Marcatori | 9’ (rig.), 11’ Gramann |

| Arbitro: | Matějek |

|                         |           |            |
| Paul 4’, 56’ Davies 79’ | Marcatori | 8’ Moreira |

| Arbitro: | Mikolajewski |

|                                           |           |  |
| Gama 11’, 22’ (rig.) Gomes 51’ Fausto 82’ | Marcatori |  |

| Arbitro: | van De Velde |

|            |           |  |
| Porter 54’ | Marcatori |  |

### Fase ad eliminazione diretta

#### Semifinali
| Arbitro: | Mikolajewski |

|                                  |           |             |
| Nasri 52’ Ménez 56’ Ben Arfa 62’ | Marcatori | 27’ Moreira |

| Arbitro: | van De Velde |

|          |           |                                |
| Reid 18’ | Marcatori | 10’ Marcos 80’ (rig.) Fàbregas |

#### Finale per il 3º posto
| Arbitro: | Strahonja |

|                                         |                      |                                            |
| Fausto 13’ João Pedro 24’, 98’ Gama 59’ | Marcatori            | 25’, 97’ (rig.) Walker 45’ Reid 62’ Davies |
| Gama Gomes Barbosa João Pedro           | Tiri di rigore 3 – 2 | Walker Doyle James Porter Wheater          |

#### Finale
| Arbitro: | Zografos |

|                       |           |           |
| Constant 1’ Nasri 79’ | Marcatori | 63’ Piqué |

## Statistiche

### Classifica marcatori
3 reti
- Ben Harfa
- Gama

- Paul
- Pedraza

2 reti
- Nasri
- Ménez
- Reid
- Walker
- Davies

- Marcos
- Aksu
- Keleş
- Fausto
- João Pedro

Autoreti
- Suárez (1, pro  Francia)